# Kashmir på kredit
Kashmir på kredit är en svensk kortfilm från 2007 i regi av Maximilian Hult. Filmen är baserad på en berättelse skriven av den spanske författaren Ramón Gómez de la Serna.

## Handling
En man misstänker att han är döende, men han litar inte på doktorer. Istället söker han svaret hos sin skräddare. Tanken är nämligen att en skräddare kan se om en man är ett hopplöst fall, och vägrar då att ge tyget till den sista kostymen på kredit.

## Om filmen
Kashmir på kredit spelades in i oktober 2006 i Stockholm. Den premiärvisades under Göteborg International Film Festival, januari 2007. Filmen visades på SVT våren 2007 och vann priser på ett flertal filmfestivaler runt om i världen. 

## Rollista
- Harry Achilles - mannen
- Erland Josephson - doktorn
- Christer Sundgren - skräddaren
- Maria Holmqvist - patienten
- Saveli Westin - pojken
- Kristina Adolphson - berättarröst